# 대군 (행정 구역)

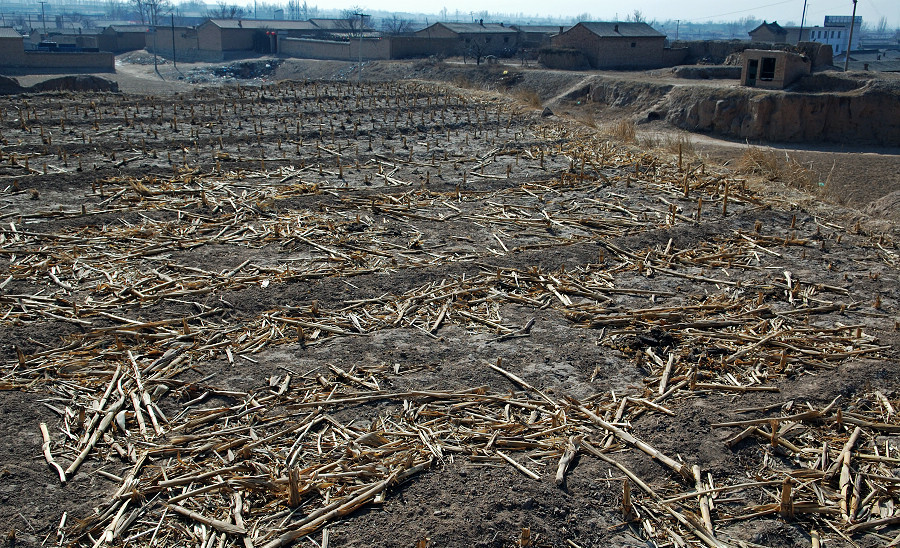

대군(代郡)은 중국의 옛 군이다.

## 전국 시대
대나라를 정복한 조나라에서 처음으로 세웠고, 진 시황제가 통일 진나라에 일괄적으로 군현제를 도입했을 때에도 36군 중 하나로 있었다.

## 전한
전한 건국 후 대나라를 분봉하면서 운중군·안문군과 함께 대나라의 봉토가 되었다. 고제는 태원군을 봉토로 삼은 한왕 신이 일으킨 반란과 조나라와 대나라의 병권을 쥔 진희가 일으킨 반란을 진압한 후 옛 대나라의 영토에 태원군을 더해 대나라를 새로 봉했고, 대나라는 이후 대부분의 존속 기간 태원군의 속현인 진양이나 중도에 서울을 두었다. 태원나라나 한(韓)나라가 별도로 존재했을 당시 대나라의 서울은 명확하지 않다. 원정 3년(기원전 114년) 대나라가 폐지됐는데, 대군은 대나라의 내사지가 아니므로 이미 경제 3년(기원전 153년) 이후 제후왕국의 변군을 회수하는 과정에서 한나라의 직속 군이 됐을 것이다. 따라서 대략 기원전 197년 ~ 기원전 114년까지는 대군태수와 대상이 별도로 존재하게 된다.
유주자사부에 속했으며, 원시 2년(2년)의 인구조사에 따르면 5만 6771호, 27만 8754명을 관할했다. 18현을 관할했다. 오원관(五原關)·상산관(常山關)이 있다. 아래의 속현 목록은 한서 지리지의 순서를 따르며, 일반적으로 첫 현이 군의 치소이다. 지금의 다퉁시와 장자커우 시의 접경 일대에 해당한다.
| 현명          | 한자     | 대략적 위치               | 비고 |
| ------------- | -------- | ------------------------- | --- |
| 상간현        | 桑乾縣   | 장자커우시 양위안 현 동   | |
| 도인현        | 道人縣   | 다퉁시 양가오현 남동      | |
| 당성현        | 當城縣   | 장자커우시 위 현          | |
| 고류현        | 高柳縣   | 다퉁시 양가오 현          | 서부도위의 치소가 있다. |
| 마성현        | 馬城縣   | 장자커우시 화이안 현      | 동부도위의 치소가 있다. |
| 반씨현        | 班氏縣   | 다퉁시 다퉁 현 남서       | |
| 연릉현        | 延陵縣   | 다퉁시 톈전현 북          | |
| 은씨현 권정현 | 狋氏縣   | 다퉁시 훈위안현 북동      | |
| 저여현        | 且如縣   | 울란차브시 싱허 현 북서   | 우연수(于延水)가 새외에서 나와서 동으로 영(寧)에 이르러 고(沽)에 들어간다. 중부도위의 치소가 있다.                                                                                                |
| 평읍현        | 平邑縣   | 다퉁시 다퉁 현 동         | |
| 양원현        | 陽原縣   | 장자커우시 양위안 현 남서 | |
| 동안양현      | 東安陽縣 | 장자커우시 위 현 북서     | |
| 참합현        | 參合縣   | 다퉁시 양가오 현 남       | |
| 평서현        | 平舒縣   | 다퉁시 광링현 서          | 기이수(祈夷水)가 북쪽 상간에 이르러 고(沽)로 들어간다. |
| 대현          | 代縣     | 장자커우시 위 현 북동     | 응소에 따르면 춘추 시대의 대나라다. |
| 영구현        | 靈丘縣   | 다퉁시 링추현 동          | 구하(滱河)가 동으로 문안(文安)에 이르러 대하(大河)로 들어가는데 대·상산·중산·탁·발해 다섯 군을 지나 940리를 간다. 병주천(幷州川)이다.                                                             |
| 광창현        | 廣昌縣   | 바오딩시 라이위안 현 북   | 내수(淶水)가 동남에서 용성(容城)에 이르러 하(河)로 들어가는데 대·탁·발해 세 군을 지나 500리를 간다.                                                                                               |
| 노성현        | 鹵城縣   | 신저우시 판스현 북동      | 호타하(虖池河)가 동쪽에서 참합(參合)에 이르러 호지별(虖池別)로 들어가는데 아홉 군을 지나 1340리를 간다. 종하(從河)가 동쪽에서 문안(文安)에 이르러 바다로 들어가는데 여섯 군을 지나 1370리를 간다. |

## 신나라
군의 이름을 엽적(厭狄)으로 바꾸고 다음 현의 이름을 바꿨다.
| 전한           | 신             |
| -------------- | -------------- |
| 상간(桑乾)     | 안덕(安德)     |
| 도인(道人)     | 도인(道仁)     |
| 반씨(班氏)     | 반부(班副)     |
| 권정(狋氏)     | 권취(狋聚)     |
| 평읍(平邑)     | 평호(平胡)     |
| 동안양(東安陽) | 경안(竟安)     |
| 평서(平舒)     | 평보(平葆)     |
| 대(代)         | 염적정(厭狄亭) |
| 광창(廣昌)     | 광병(廣屏)     |
| 노성(鹵城)     | 노순(魯盾)     |

## 후한
11성 20,123호 126,188명이 거주했다. 50년 겨울 해락시축제선우 비휘하의 남흉노 서하군 미직현에 정착한 뒤 한나라 조정은 율자골도후(栗籍骨都侯)를 본군에 정착시켜 북방 북흉노의 공격을 막았다. 오환이 대군 북쪽에 거주했다.
| 현명     | 한자     | 비고                       |
| -------- | -------- | -------------------------- |
| 고류현   | 高柳縣   |                            |
| 상간현   | 桑乾縣   |                            |
| 도인현   | 道人縣   |                            |
| 당성현   | 當城縣   |                            |
| 마성현   | 馬城縣   |                            |
| 반씨현   | 班氏縣   |                            |
| 은씨현   | 狋氏縣   |                            |
| 북평읍현 | 北平邑縣 | 96년(영원 8년)에 복구했다. |
| 동안양현 | 東安陽縣 |                            |
| 평서현   | 平舒縣   |                            |
| 대현     | 代縣     |                            |

## 태수

### 전한
- 공우(恭友, ? ~ 기원전 126년)[9]
- 소건(무제 시기)
- 임선(기원전 66년 ~ ?)
- 풍참(영시 연간 ~ ?)
- 임굉(기원전 8년 ~ ?)

### 후한
- 배잠(215년 ~ 218년)